# صموئيل كالفين (جيولوجي)
صموئيل كالفين (بالإنجليزية: Samuel Calvin)‏ هو جيولوجي أمريكي، ولد في 2 فبراير 1840 في Wigtownshire ‏ في المملكة المتحدة، وتوفي في 17 أبريل 1911.